# Rouairoux
Rouairoux [ʁueʁu] est une commune française située dans le département du Tarn, en région Occitanie.
Exposée à un climat océanique altéré, elle est drainée par le Thoré, le ruisseau de Peyreillès et par divers autres petits cours d'eau. Incluse dans le parc naturel régional du Haut-Languedoc, la commune possède un patrimoine naturel remarquable composé de trois zones naturelles d'intérêt écologique, faunistique et floristique.
Rouairoux est une commune rurale qui compte 387 habitants en 2022, après avoir connu un pic de population de 1 312 habitants en 1806. .
Elle fait partie de la Communauté de communes de la Haute Vallée du Thoré et du parc naturel régional du Haut-Languedoc. C'est une commune rurale de moyenne montagne, où étaient autrefois implantées comme dans tous le reste de la vallée jusqu'à Mazamet des usines de délainage, et filatures.

## Géographie

### Localisation
Commune située au cœur du parc naturel régional du Haut-Languedoc, dans le sud-est du département du Tarn, entre Castres (situé à 29 km à l'ouest) et Béziers (situé à 57 km à l'est).

### Communes limitrophes
Rouairoux est limitrophe de quatre autres communes. Au sud-ouest, son territoire est distant de 50 mètres de celui d'Albine.
Les communes limitrophes sont  Anglès, Lacabarède, Saint-Amans-Valtoret et Sauveterre.
|                      | Anglès     |            |
| Saint-Amans-Valtoret | Rouairoux  |            |
|                      | Sauveterre | Lacabarède |

### Voies de communication et transports
Rouairoux est accessible par la route départementale 612, qui relie Albi à Montpellier et qui longe la limite communale sud, puis par la route départementale 52.
Aucun service de transport en commun ne dessert la commune. La gare la plus proche est la gare de Mazamet.

### Milieux naturels et biodiversité

#### Espaces protégés
La protection réglementaire est le mode d’intervention le plus fort pour préserver des espaces naturels remarquables et leur biodiversité associée,.
La commune fait partie du parc naturel régional du Haut-Languedoc, créé en 1973 et d'une superficie de 307 184 ha, qui s'étend sur 118 communes et deux départements. Implanté de part et d’autre de la ligne de partage des eaux entre Océan Atlantique et mer Méditerranée, ce territoire est un véritable balcon dominant les plaines viticoles du Languedoc et les étendues céréalières du Lauragais,

#### Zones naturelles d'intérêt écologique, faunistique et floristique
L’inventaire des zones naturelles d'intérêt écologique, faunistique et floristique (ZNIEFF) a pour objectif de réaliser une couverture des zones les plus intéressantes sur le plan écologique, essentiellement dans la perspective d’améliorer la connaissance du patrimoine naturel national et de fournir aux différents décideurs un outil d’aide à la prise en compte de l’environnement dans l’aménagement du territoire.
Deux ZNIEFF de type 1 sont recensées sur la commune :
les « sagnes du Rodier » (29 ha), couvrant 2 communes du département, et 
la « tourbière des Cadènes » (39 ha)
et une ZNIEFF de type 2, : 
les « sagnes du plateau d'Anglès et bassin versant de l'Arn » (9 725 ha), couvrant 10 communes dont deux dans l'Hérault et huit dans le Tarn.

Carte des ZNIEFF de type 1 et 2 à Rouairoux.
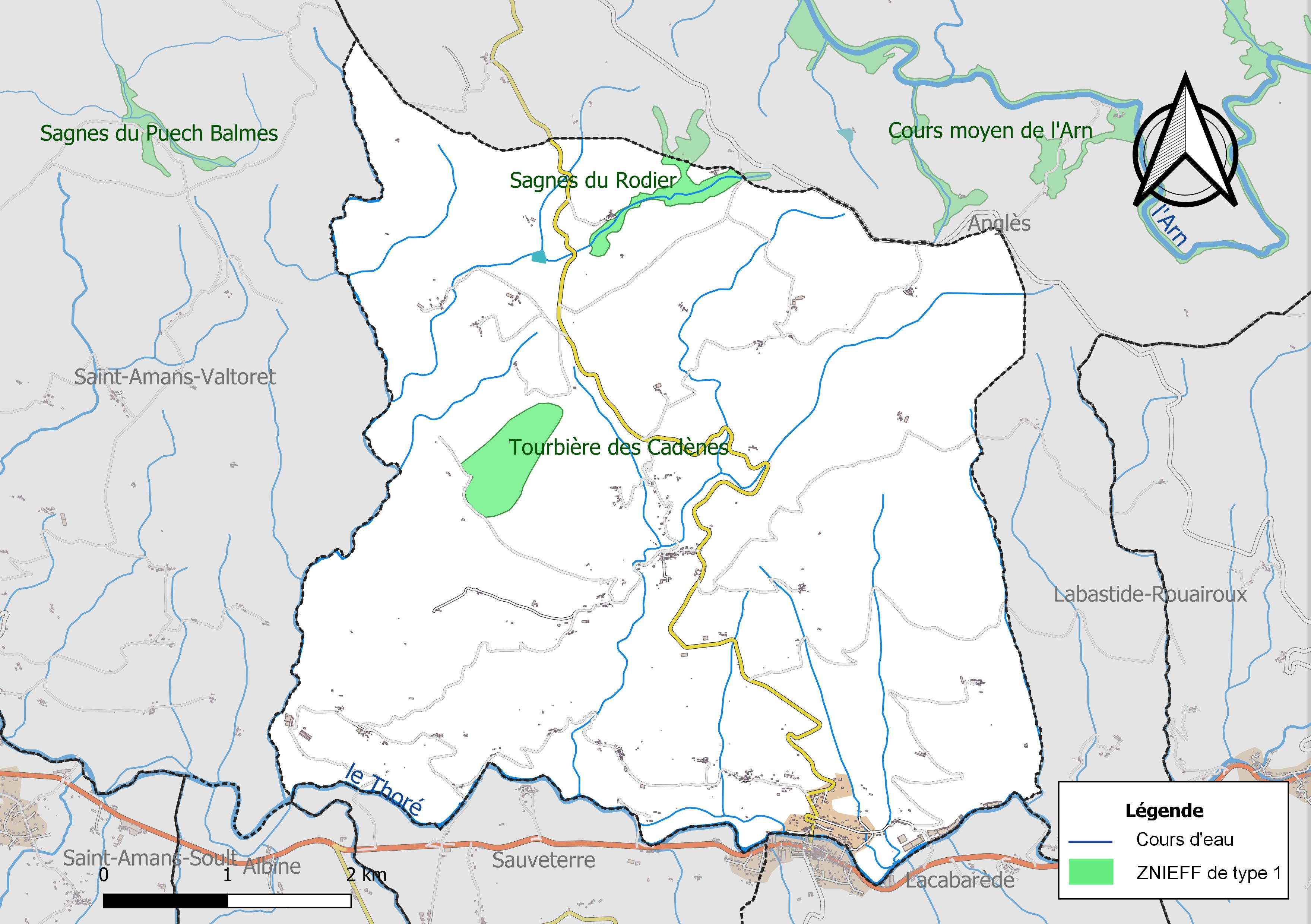
Carte des ZNIEFF de type 1 sur la commune.
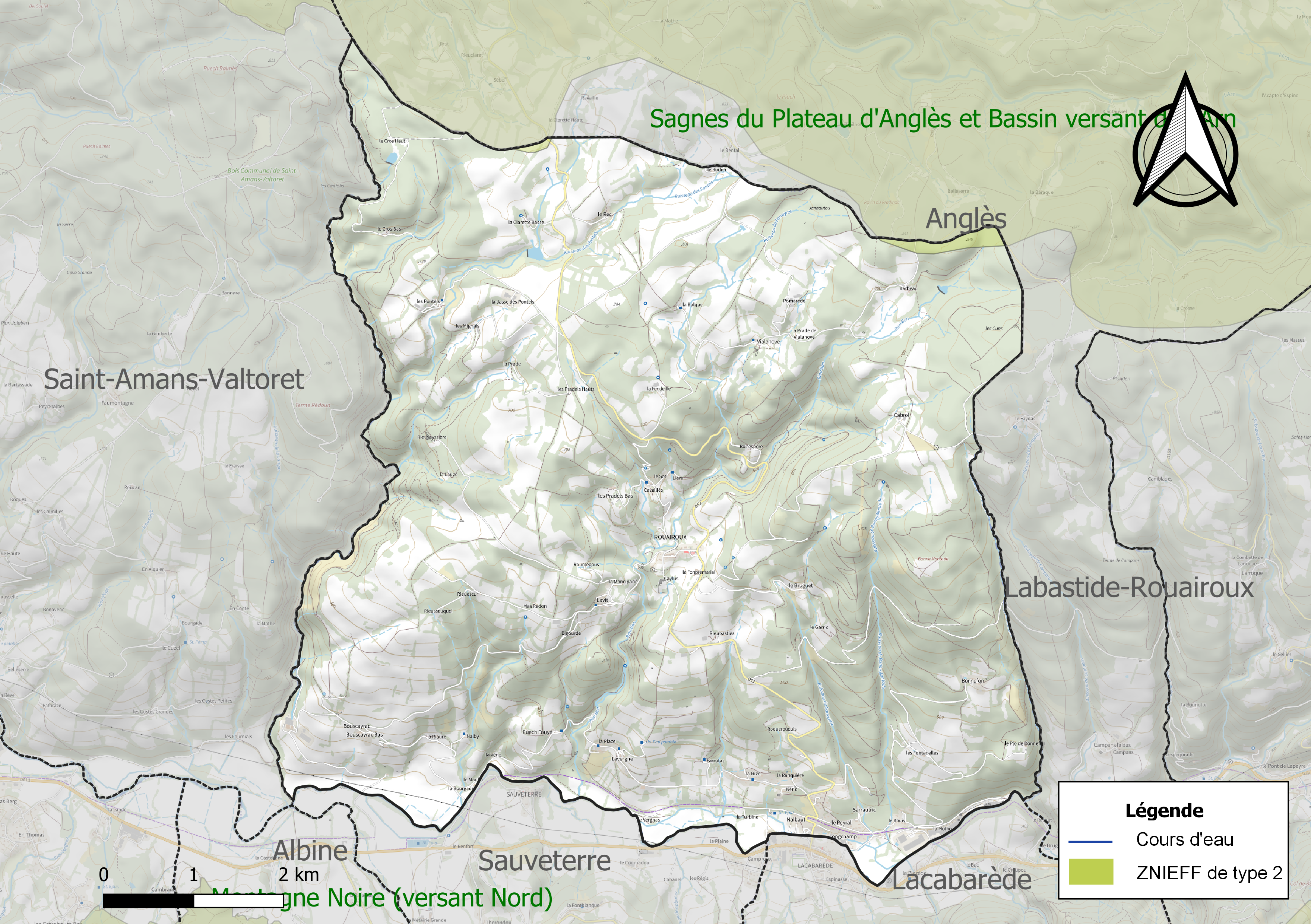
Carte de la ZNIEFF de type 2 sur la commune.

## Toponymie
Issue du mot latin robur désignant le chêne.

### Hydrographie
La commune est dans le bassin de la Garonne, au sein du bassin hydrographique Adour-Garonne. Elle est drainée par le Thoré, le ruisseau de Peyreillès, un bras du Thoré, le ruisseau de Bonne Montade, le ruisseau de Farrarayres, le ruisseau de farrayres, le ruisseau de Pontels, le ruisseau de Rieubon, le ruisseau de Sarrautric, le ruisseau de Sarrautric, le ruisseau des Fontanelles, le ruisseau du Bac et par divers petits cours d'eau, qui constituent un réseau hydrographique de 36 km de longueur totale,.
Le Thoré délimite en grande partie la commune de Rouairoux au sud.

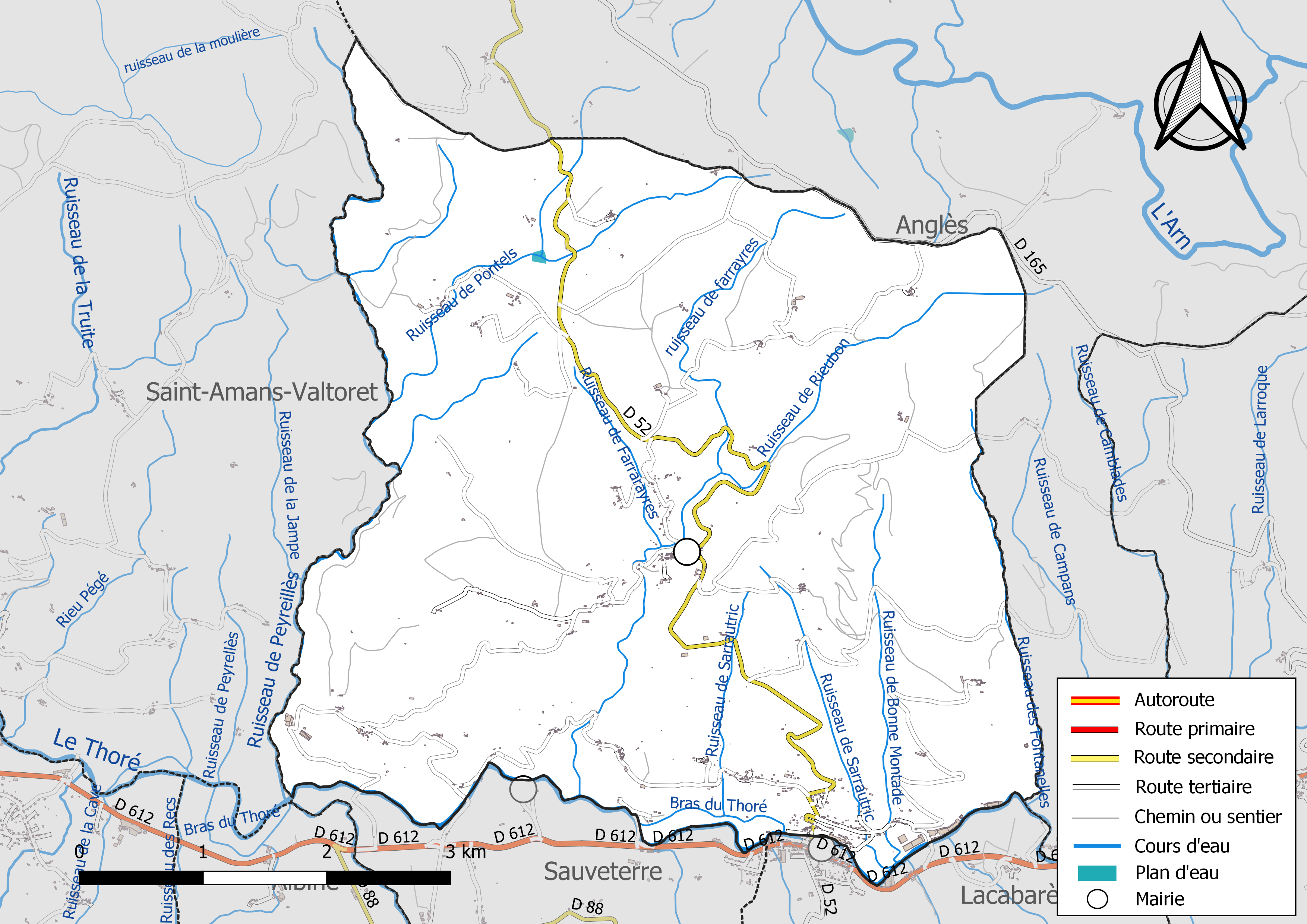
Réseaux hydrographique et routier de Rouairoux.

### Climat
Pour des articles plus généraux, voir Climat de l'Occitanie et Climat du Tarn.
En 2010, le climat de la commune est de type climat méditerranéen altéré, selon une étude du Centre national de la recherche scientifique s'appuyant sur une série de données couvrant la période 1971-2000. En 2020, Météo-France publie une typologie des climats de la France métropolitaine dans laquelle la commune est dans une zone de transition entre le climat océanique altéré et le climat méditerranéen et est dans la région climatique Provence, Languedoc-Roussillon, caractérisée par une pluviométrie faible en été, un très bon ensoleillement (2 600 h/an), un été chaud (21,5 °C), un air très sec en été, sec en toutes saisons, des vents forts (fréquence de 40 à 50 % de vents > 5 m/s) et peu de brouillards.
Pour la période 1971-2000, la température annuelle moyenne est de 11,4 °C, avec une amplitude thermique annuelle de 15,2 °C. Le cumul annuel moyen de précipitations est de 1 394 mm, avec 11,6 jours de précipitations en janvier et 5,8 jours en juillet. Pour la période 1991-2020, la température moyenne annuelle observée sur la station météorologique installée sur la commune est de 13,0 °C et le cumul annuel moyen de précipitations est de 1 653,1 mm. 
La température maximale relevée sur cette station est de 42 °C, atteinte le 13 août 2003 ; la température minimale est de −11,5 °C, atteinte le 9 février 2012,,.
| Mois                                  | jan.          | fév.           | mars            | avril         | mai           | juin          | jui.          | août         | sep.          | oct.          | nov.          | déc.           | année      |
| ------------------------------------- | ------------- | -------------- | --------------- | ------------- | ------------- | ------------- | ------------- | ------------ | ------------- | ------------- | ------------- | -------------- | ---------- |
| Température minimale moyenne (°C)     | 2,2           | 2              | 3,7             | 6,1           | 9,5           | 12,7          | 14,3          | 14,4         | 11,4          | 9,5           | 5,4           | 2,9            | 7,8        |
| Température moyenne (°C)              | 5,6           | 6,1            | 8,9             | 11,6          | 15,3          | 19            | 21            | 21,3         | 17,6          | 14,1          | 9             | 6,3            | 13         |
| Température maximale moyenne (°C)     | 9             | 10,3           | 14              | 17,1          | 21,1          | 25,2          | 27,8          | 28,2         | 23,8          | 18,7          | 12,6          | 9,8            | 18,1       |
| Record de froid (°C) date du record   | −10 19.01.17  | −11,5 09.02.12 | −11,5 01.03.05  | −3,5 20.04.17 | −1,5 06.05.19 | 2,5 01.06.06  | 5 17.07.00    | 4 31.08.1995 | 1,5 20.09.12  | −3,5 21.10.07 | −8 22.11.1998 | −10,5 25.12.01 | −11,5 2012 |
| Record de chaleur (°C) date du record | 20,5 29.01.02 | 24 19.02.1998  | 26,5 04.03.1997 | 30,5 29.04.05 | 34 30.05.01   | 38,5 21.06.03 | 38,5 25.07.06 | 42 13.08.03  | 34,5 03.09.05 | 31 02.10.11   | 25 20.11.1994 | 20,5 16.12.15  | 42 2003    |
| Précipitations (mm)                   | 191,8         | 155,4          | 150,1           | 151,9         | 130           | 78,5          | 63,5          | 68,1         | 101,9         | 169,9         | 197,9         | 194,1          | 1 653,1    |

| Diagramme climatique                                  |            |            |              |            |              |              |              |               |              |              |             |
| J                                                     | F          | M          | A            | M          | J            | J            | A            | S             | O            | N            | D           |
| 92,2191,8                                             | 10,32155,4 | 143,7150,1 | 17,16,1151,9 | 21,19,5130 | 25,212,778,5 | 27,814,363,5 | 28,214,468,1 | 23,811,4101,9 | 18,79,5169,9 | 12,65,4197,9 | 9,82,9194,1 |
| Moyennes : • Temp. maxi et mini °C • Précipitation mm |            |            |              |            |              |              |              |               |              |              |             |

Les paramètres climatiques de la commune ont été estimés pour le milieu du siècle (2041-2070) selon différents scénarios d'émission de gaz à effet de serre à partir des nouvelles projections climatiques de référence DRIAS-2020. Ils sont consultables sur un site dédié publié par Météo-France en novembre 2022.

## Urbanisme

### Typologie
Au 1er janvier 2024, Rouairoux est catégorisée commune rurale à habitat dispersé, selon la nouvelle grille communale de densité à sept niveaux définie par l'Insee en 2022.
Elle est située hors unité urbaine et hors attraction des villes,.

### Occupation des sols
L'occupation des sols de la commune, telle qu'elle ressort de la base de données européenne d’occupation biophysique des sols Corine Land Cover (CLC), est marquée par l'importance des territoires agricoles (53,6 % en 2018), en augmentation par rapport à 1990 (49,8 %). La répartition détaillée en 2018 est la suivante : 
prairies (41,3 %), forêts (41 %), zones agricoles hétérogènes (12,3 %), milieux à végétation arbustive et/ou herbacée (4,5 %), zones urbanisées (0,9 %). L'évolution de l’occupation des sols de la commune et de ses infrastructures peut être observée sur les différentes représentations cartographiques du territoire : la carte de Cassini (XVIIIe siècle), la carte d'état-major (1820-1866) et les cartes ou photos aériennes de l'IGN pour la période actuelle (1950 à aujourd'hui).

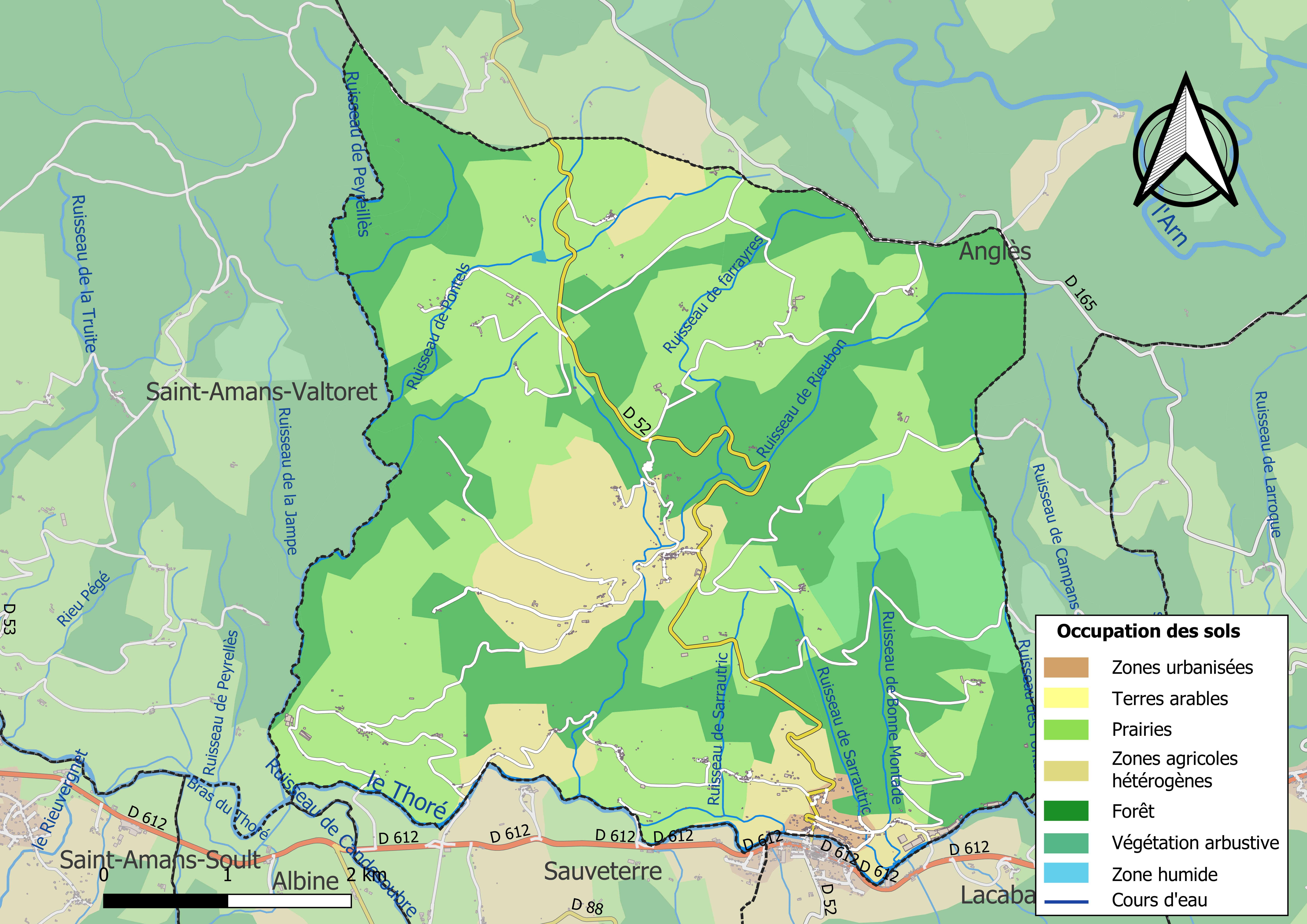
Carte des infrastructures et de l'occupation des sols de la commune en 2018 (CLC).

### Risques majeurs
Le territoire de la commune de Rouairoux est vulnérable à différents aléas naturels : météorologiques (tempête, orage, neige, grand froid, canicule ou sécheresse), inondations, feux de forêts, mouvements de terrains et séisme (sismicité très faible). Il est également exposé à un risque technologique,  le transport de matières dangereuses, et à un risque particulier : le risque de radon. Un site publié par le BRGM permet d'évaluer simplement et rapidement les risques d'un bien localisé soit par son adresse soit par le numéro de sa parcelle.

#### Risques naturels
Certaines parties du territoire communal sont susceptibles d’être affectées par le risque d’inondation par débordement de cours d'eau, notamment le Thoré. La cartographie des zones inondables en ex-Midi-Pyrénées réalisée dans le cadre du XIe Contrat de plan État-région, visant à informer les citoyens et les décideurs sur le risque d’inondation, est accessible sur le site de la DREAL Occitanie. La commune a été reconnue en état de catastrophe naturelle au titre des dommages causés par les inondations et coulées de boue survenues en 1982, 1995, 1996, 1999, 2011, 2014 et 2017,.
Rouairoux est exposée au risque de feu de forêt. En 2022, il n'existe pas de Plan de Prévention des Risques incendie de forêt (PPRif). Le débroussaillement aux abords des maisons constitue l’une des meilleures protections pour les particuliers contre le feu,.

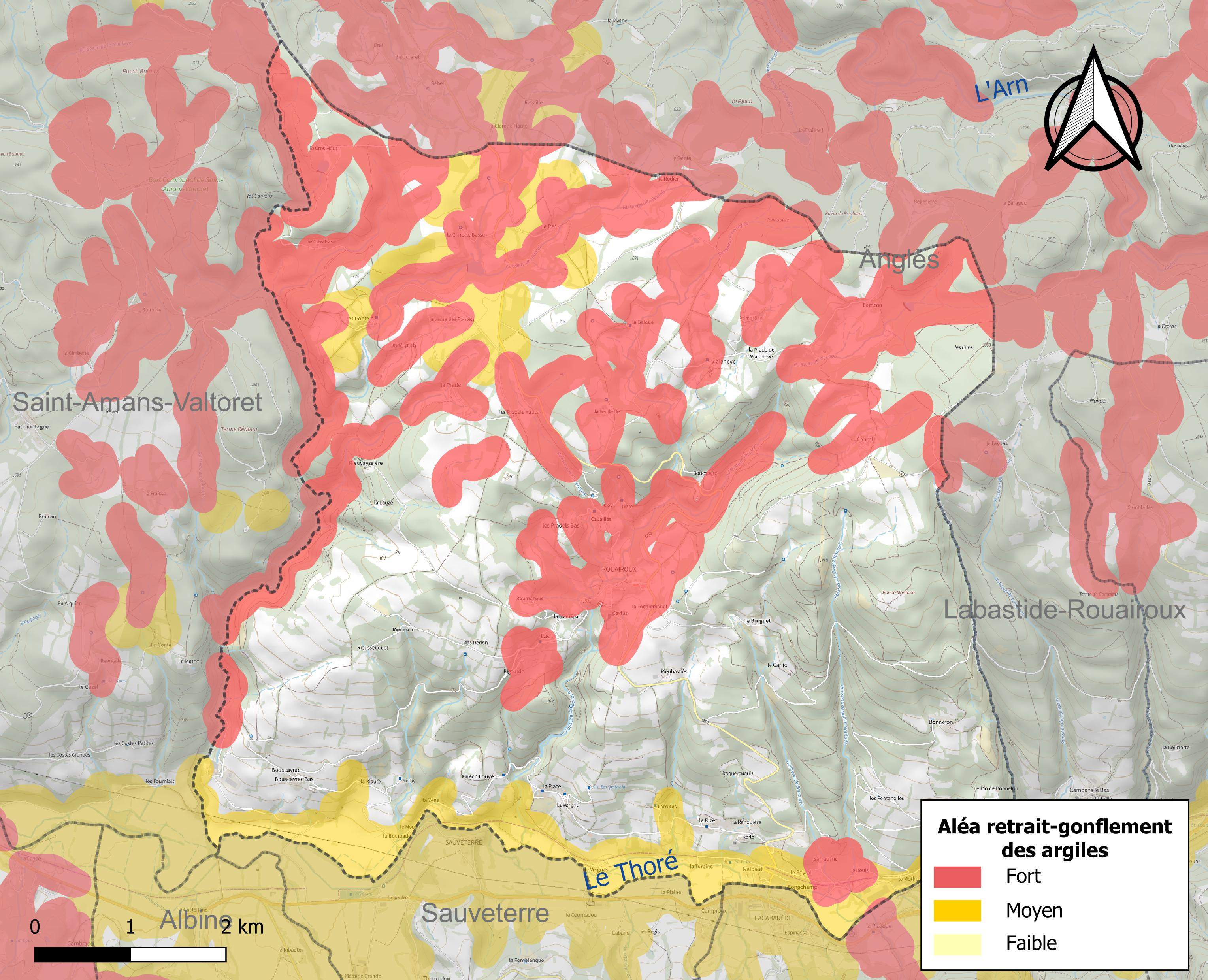
Carte des zones d'aléa retrait-gonflement des sols argileux de Rouairoux.

La commune est vulnérable au risque de mouvements de terrains constitué principalement du retrait-gonflement des sols argileux. Cet aléa est susceptible d'engendrer des dommages importants aux bâtiments en cas d’alternance de périodes de sécheresse et de pluie. 42,2 % de la superficie communale est en aléa moyen ou fort (76,3 % au niveau départemental et 48,5 % au niveau national). Sur les 305 bâtiments dénombrés sur la commune en 2019, 197 sont en aléa moyen ou fort, soit 65 %, à comparer aux 90 % au niveau départemental et 54 % au niveau national. Une cartographie de l'exposition du territoire national au retrait gonflement des sols argileux est disponible sur le site du BRGM,.
Par ailleurs, afin de mieux appréhender le risque d’affaissement de terrain, l'inventaire national des cavités souterraines permet de localiser celles situées sur la commune.

#### Risques technologiques
Le risque de transport de matières dangereuses sur la commune est lié à sa traversée par des infrastructures routières ou ferroviaires importantes ou la présence d'une canalisation de transport d'hydrocarbures. Un accident se produisant sur de telles infrastructures est susceptible d’avoir des effets graves sur les biens, les personnes ou l'environnement, selon la nature du matériau transporté. Des dispositions d’urbanisme peuvent être préconisées en conséquence.

#### Risque particulier
Dans plusieurs parties du territoire national, le radon, accumulé dans certains logements ou autres locaux, peut constituer une source significative d’exposition de la population aux rayonnements ionisants. Certaines communes du département sont concernées par le risque radon à un niveau plus ou moins élevé. Selon la classification de 2018, la commune de Rouairoux est classée en zone 3, à savoir zone à potentiel radon significatif.

## Histoire

### Héraldique
| Rouairoux | Son blasonnement est : Coupé émanché d'azur et d'or. |

## Politique et administration
| Période                                  | Période   | Identité           | Étiquette | Qualité   |
| ---------------------------------------- | --------- | ------------------ | --------- | --------- |
| mars 2001                                | mars 2014 | Jean-Louis Rouanet | SE        |           |
| mars 2014                                | En cours  | Danielle Escudier  | SE        | Retraitée |
| Les données manquantes sont à compléter. |           |                    |           |           |

## Démographie
| 1793  | 1800  | 1806  | 1821  | 1831  | 1836  | 1841  | 1846  | 1851  |
| ----- | ----- | ----- | ----- | ----- | ----- | ----- | ----- | ----- |
| 1 125 | 1 165 | 1 312 | 1 091 | 1 275 | 1 255 | 1 208 | 1 203 | 1 304 |

| 1856  | 1861  | 1866  | 1872  | 1876  | 1881  | 1886  | 1891  | 1896  |
| ----- | ----- | ----- | ----- | ----- | ----- | ----- | ----- | ----- |
| 1 217 | 1 219 | 1 200 | 1 195 | 1 148 | 1 129 | 1 154 | 1 127 | 1 110 |

| 1901  | 1906  | 1911 | 1921 | 1926 | 1931 | 1936 | 1946 | 1954 |
| ----- | ----- | ---- | ---- | ---- | ---- | ---- | ---- | ---- |
| 1 080 | 1 066 | 964  | 813  | 778  | 723  | 665  | 631  | 706  |

| 1962 | 1968 | 1975 | 1982 | 1990 | 1999 | 2005 | 2006 | 2010 |
| ---- | ---- | ---- | ---- | ---- | ---- | ---- | ---- | ---- |
| 576  | 503  | 380  | 371  | 388  | 337  | 368  | 373  | 369  |

| 2015 | 2020 | 2022 | - | - | - | - | - | - |
| ---- | ---- | ---- | - | - | - | - | - | - |
| 369  | 383  | 387  | - | - | - | - | - | - |

## Économie

### Revenus
En 2018, la commune compte 163 ménages fiscaux, regroupant 354 personnes. La médiane du revenu disponible par unité de consommation est de 19 220 € (20 400 € dans le département).

### Emploi
|                | 2008  | 2013  | 2018 |
| -------------- | ----- | ----- | ---- |
| Commune        | 9,5 % | 7,5 % | 7 %  |
| Département    | 8,2 % | 9,9 % | 10 % |
| France entière | 8,3 % | 10 %  | 10 % |

En 2018, la population âgée de 15 à 64 ans s'élève à 208 personnes, parmi lesquelles on compte 76,6 % d'actifs (69,6 % ayant un emploi et 7 % de chômeurs) et 23,4 % d'inactifs,. En  2018, le taux de chômage communal (au sens du recensement) des 15-64 ans est inférieur à celui de la France et du département, alors qu'en 2008 la situation était inverse.
La commune est hors attraction des villes,. Elle compte 137 emplois en 2018, contre 131 en 2013 et 111 en 2008. Le nombre d'actifs ayant un emploi résidant dans la commune est de 147, soit un indicateur de concentration d'emploi de 93,5 % et un taux d'activité parmi les 15 ans ou plus de 52,8 %.
Sur ces 147 actifs de 15 ans ou plus ayant un emploi, 38 travaillent dans la commune, soit 26 % des habitants. Pour se rendre au travail, 86,1 % des habitants utilisent un véhicule personnel ou de fonction à quatre roues, 1,3 % les transports en commun, 4 % s'y rendent en deux-roues, à vélo ou à pied et 8,6 % n'ont pas besoin de transport (travail au domicile).

### Activités hors agriculture

#### Secteurs d'activités
28 établissements sont implantés  à Rouairoux au 31 décembre 2019.
Le secteur de l'industrie manufacturière, des industries extractives et autres est prépondérant sur la commune puisqu'il représente 50 % du nombre total d'établissements de la commune (14 sur les 28 entreprises implantées  à Rouairoux), contre 13 % au niveau départemental.

#### Entreprises et commerces
Plusieurs usines sont implantées sur la commune, et permettent ainsi de conserver des emplois et une économie solide dans la vallée. Le producteur d'engrais, le groupe Frayssinet, est notamment présent sur la commune. De même de nombreuses fermes sont toujours en activités, dont certaines se tournent vers les circuits courts et organisent des marchés de producteurs[réf. souhaitée].

### Agriculture
La commune est dans la Montagne Noire, une petite région agricole située dans le sud du département du Tarn. En 2020, l'orientation technico-économique de l'agriculture  sur la commune est l'élevage de bovins, pour la viande. 
|               | 1988  | 2000  | 2010  | 2020  |
| ------------- | ----- | ----- | ----- | ----- |
| Exploitations | 38    | 25    | 17    | 14    |
| SAU (ha)      | 1 182 | 1 378 | 1 452 | 1 629 |

Le nombre d'exploitations agricoles en activité et ayant leur siège dans la commune est passé de 38 lors du recensement agricole de 1988  à 25 en 2000 puis à 17 en 2010 et enfin à 14 en 2020, soit une baisse de 63 % en 32 ans. Le même mouvement est observé à l'échelle du département qui a perdu pendant cette période 58 % de ses exploitations,. La surface agricole utilisée sur la commune a quant à elle augmenté, passant de 1 182 ha en 1988 à 1 629 ha en 2020. Parallèlement la surface agricole utilisée moyenne par exploitation a augmenté, passant de 31 à 116 ha.

## Culture locale et patrimoine

### Lieux et monuments
- La croix de Lierre située à proximité du lieu-dit la Fendeille.
- Le château de Caylus.
- Église Notre Dame-de-l'Assomption de Rouairoux, avec ses peintures anciennes et sa chaire.